# Ferrari Testarossa
La Ferrari Testarossa (con le sue evoluzioni 512 TR e F512 M) è un'autovettura a motore centrale prodotta dalla casa automobilistica italiana Ferrari dal 1984 al 1996.

## Il contesto
Al Salone dell'automobile di Parigi del 1984 la Ferrari presentò l'erede della 512 BB, di cui conservava la meccanica.

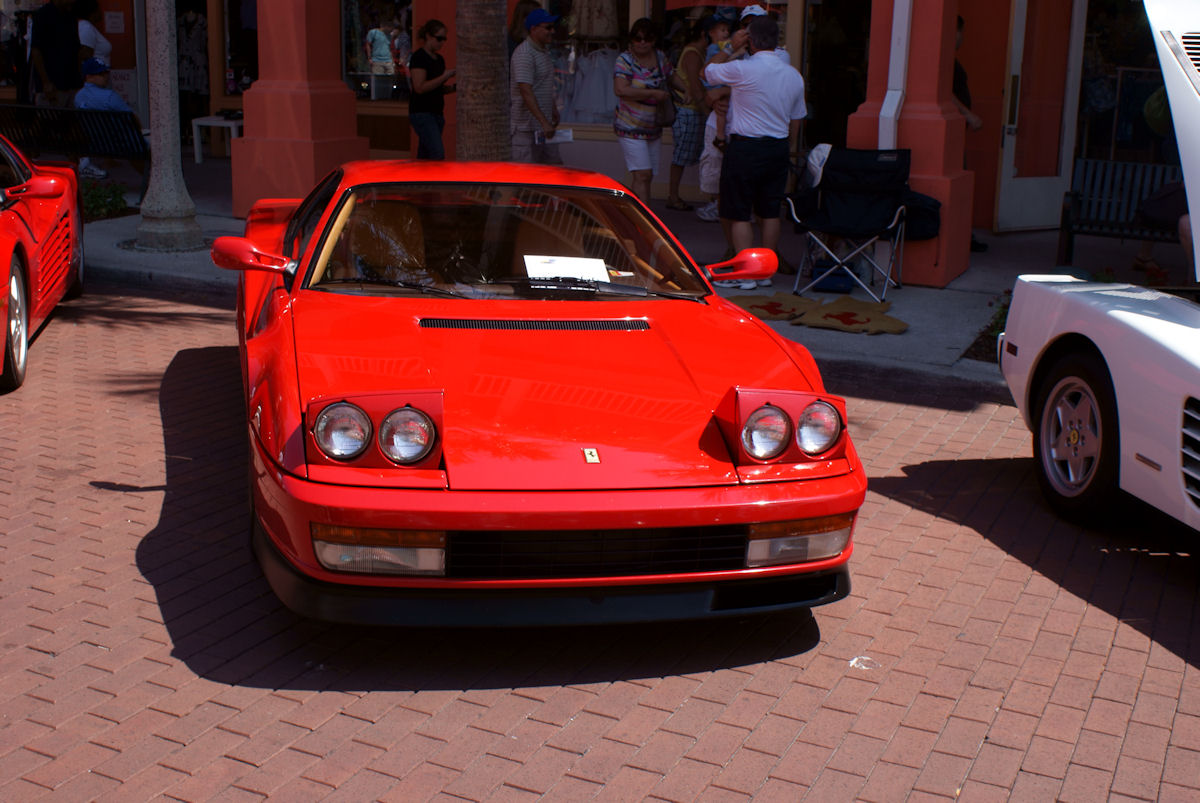
Una Ferrari Testarossa del 1991; notare i fari a scomparsa aperti e gli specchietti retrovisori montati sui telaietti delle portiere

La vettura, con la sua linea, opera di Pininfarina, caratterizzata dalla coda notevolmente allargata (dominata dalla grossa fanaleria di foggia rettangolare dissimulata dalla presenza di una fitta serie di barre orizzontali dipinte di nero) e dalle grandi griglie laterali, suscitò subito ampi consensi (e qualche critica: qualcuno la considerò persino eccessiva, più vicina all'ostentazione Lamborghini che all'eleganza Ferrari). Anche gli interni, lussuosamente rifiniti, erano opulenti.
In origine la Ferrari Testarossa disponeva di un solo specchietto retrovisore, molto sporgente, e curiosamente situato sulla mezzeria del montante sinistro del parabrezza, allo scopo di migliorare la scarsissima visibilità posteriore, che era ostacolata dalla presenza della larga e massiccia coda; tale collocazione non era, in effetti, particolarmente elegante, per cui, a partire dall'anno 1986 si passò ad una soluzione più tradizionale, consistente nell'adozione di due specchietti, situati alla base dei montanti, e non in prossimità della loro mezzeria.
La meccanica era mutuata dal modello precedente, ma venne affinata: il 12 cilindri a piatti di 4 942 cm³ beneficiò di una nuova testata a 4 valvole per cilindro ed erogava ora una potenza di 390 CV. Il retrotreno venne dotato di doppi ammortizzatori.
La Testarossa originaria rimase in produzione praticamente invariata (salvo modifiche di dettaglio a cerchi e dotazioni) fino al 1992. Nel 1989, però, per adeguarsi alla normativa antinquinamento, venne montata la marmitta catalitica, con conseguente calo di potenza a 380 CV.
Della Testarossa la Ferrari produsse un modello in versione spider per l'avvocato Gianni Agnelli.
Sono state prodotte altre Ferrari Testarossa spider in esclusiva per il sultano di Brunei.
Il motore 12 cilindri "piatto" poteva spingere la Testarossa alla velocità di oltre 290 km/h.
Della Testarossa sono state prodotte 7177 esemplari.

## La 512 TR

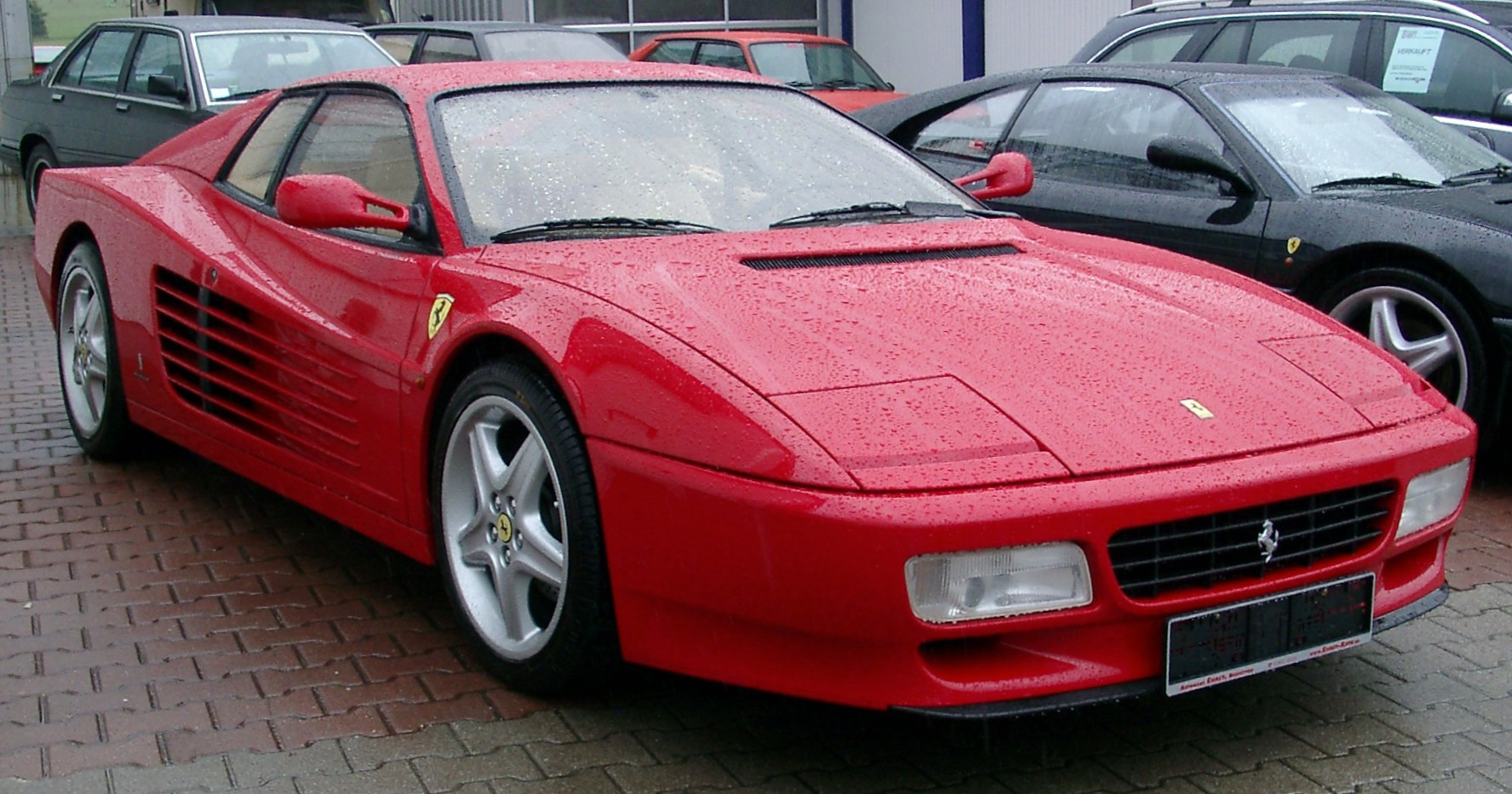
Ferrari 512 TR

Al Salone dell'automobile di Los Angeles del 1992 debuttò la 512 TR, evoluzione della prima Testarossa, prodotta a partire dal telaio numero 89100 nel 1992, anche se dal Maggio 1991, mentre era ancora in produzione la Testarossa, vennero prodotti 2 esemplari, telaio 86815 e telaio 87440, come esemplari di pre-serie o comunque prototipi definitivi della TR.
Le modifiche estetiche erano assai limitate anche se molto efficaci (nuovo frontale, con diversa mascherina, e nuovi paraurti), cerchi e baule posteriore ridisegnato, mentre quelle agli interni (totalmente nuovi) e alla meccanica erano sostanziose.
Il motore, modificato anche nei pistoni, nell'albero motore e nei condotti d'aspirazione e scarico, ottenne un nuovo impianto di iniezione Bosch. La potenza salì a 428 CV e la velocità massima a 314 km/h. L'accelerazione da 0 a 100 km/h avveniva in 4,8 secondi.
Anche il telaio venne sottoposto a numerose modifiche (come l'adozione di tubi d'acciaio di sezione più grande) volte a migliorarne la rigidità torsionale e la resistenza in caso d'urto.
Dal 1993 il sistema antibloccaggio ABS disinseribile veniva fornito come optional, in Italia al costo di 10.710.000 Lire.

## La F512 M

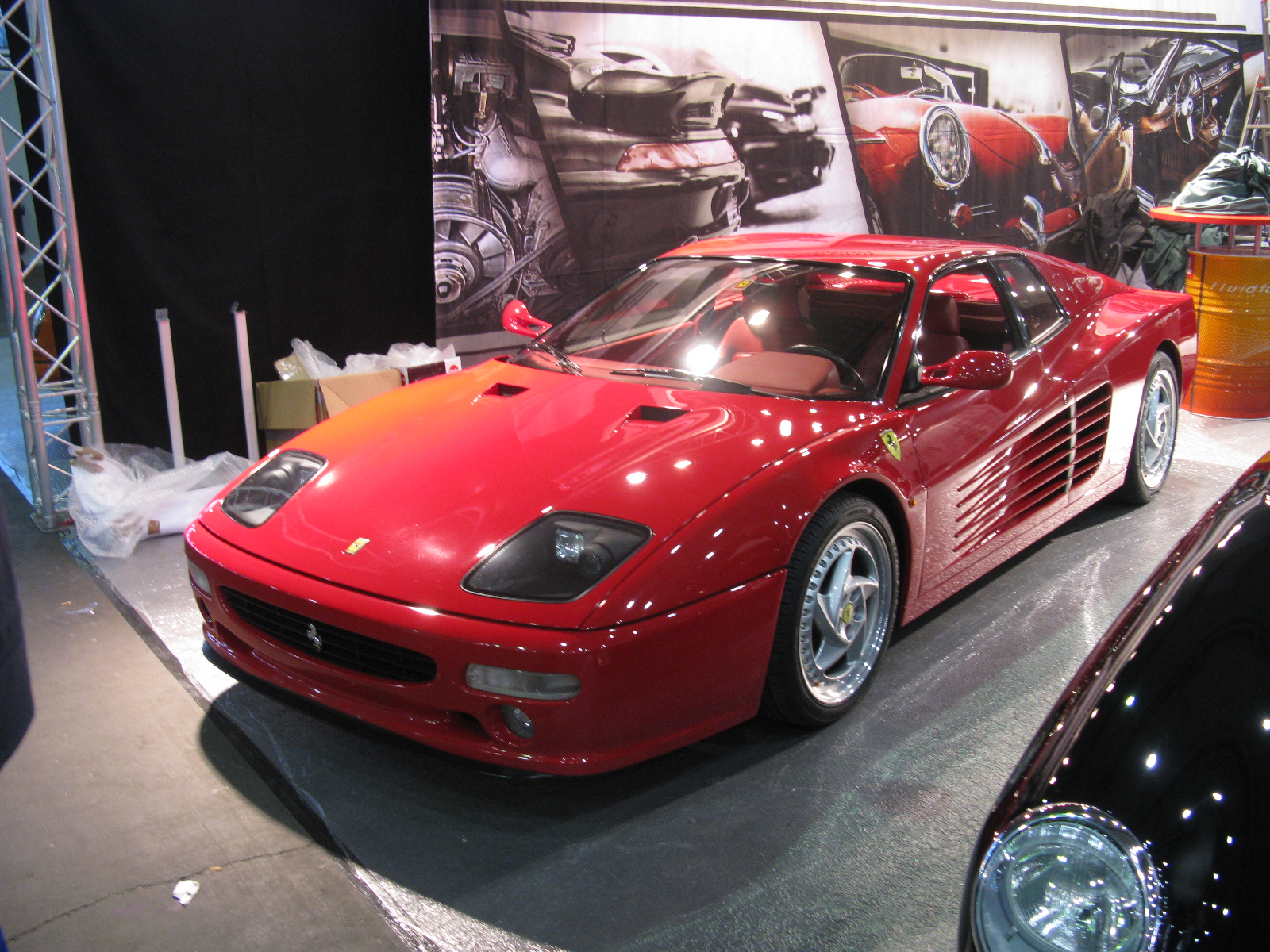
Ferrari F512 M

Nel 1994 debuttò l'ultima evoluzione della Testarossa, la F512 M.
Le novità estetiche riguardavano soprattutto il frontale (con mascherina ridisegnata e fari a vista carenati da una copertura in plexiglas, anziché a scomparsa come sulle serie precedenti), i paraurti (nuovi), i gruppi ottici posteriori (doppi, circolari e privi di grigliatura) e i cerchi (componibili con disegno a 5 razze ad elica). All'interno cambiavano alcuni dettagli, mentre sotto l'aspetto tecnico le novità erano maggiori.
La potenza del motore crebbe a 440 CV e le prestazioni, grazie anche al peso ridotto di 60 kg, parlavano di una velocità di 315 km/h e di un'accelerazione in 4,68 secondi. Lo scatto da 0 a 1000 m veniva coperto in 22'7 secondi. L'ABS divenne di serie.
Ad oggi rimane una delle Ferrari più ricercate, sia per via dell'esiguo numero di esemplari prodotti (limitati a 500), sia per il fatto di essere l'ultima Ferrari prodotta con il 12 cilindri "piatto" (la cui prima presentazione risaliva alla Ferrari 365 GT4 BB presentata nel 1973), e l'ultima a montare posteriormente tale frazionamento.
La F512 M uscì di listino nel 1996, per lasciar spazio alla 550 Maranello.
In totale vennero prodotte 9.957 autovetture fra Testarossa, 512 TR e F 512 M.

## La Ferrari Testarossa eMiami Vice
Nella serie Miami Vice (1984-1989), i due detective protagonisti, interpretati da Don Johnson e Philip Michael Thomas, guidano una Ferrari Testarossa di colore bianco. La vettura venne adottata all'inizio della terza stagione della serie (episodio "La guerra di Stone"), in sostituzione della precedente replica, su base Corvette, della Ferrari 365 GTS/4 e fu fornita alla produzione in due esemplari. Le due Testarossa, donate dalla Ferrari per far cessare ogni questione circa l'utilizzo in una serie televisiva di grande successo di un falso esemplare di Daytona, erano originariamente di colore nero, come suggeriscono anche gli interni chiari, non disponibili con verniciatura esterna bianca. Fu il regista Michael Mann a farle ridipingere in bianco, per ottenere maggior contrasto nelle numerose scene in notturna. Uno degli esemplari appare nella livrea originale nell'episodio "Gli irlandesi", primo della terza stagione.

## Caratteristiche tecniche
| Caratteristiche tecniche - Ferrari Testarossa (1984)              | Caratteristiche tecniche - Ferrari Testarossa (1984) | Caratteristiche tecniche - Ferrari Testarossa (1984) | Caratteristiche tecniche - Ferrari Testarossa (1984) | Caratteristiche tecniche - Ferrari Testarossa (1984) | Caratteristiche tecniche - Ferrari Testarossa (1984) |
| ----------------------------------------------------------------- | --- | --- | --- | --- | --- |
|                                                                   | | | | | |
| Configurazione                                                    | | | | | |
| Carrozzeria: Berlinetta 2 posti                                   | Carrozzeria: Berlinetta 2 posti | Posizione motore: centrale longitudinale | Posizione motore: centrale longitudinale | Trazione: posteriore | Trazione: posteriore |
| Dimensioni e pesi                                                 | | | | | |
| Ingombri (lungh.×largh.×alt. in mm): 4485 × 1975 × 1135           | Ingombri (lungh.×largh.×alt. in mm): 4485 × 1975 × 1135 | Ingombri (lungh.×largh.×alt. in mm): 4485 × 1975 × 1135 | Ingombri (lungh.×largh.×alt. in mm): 4485 × 1975 × 1135 | Diametro minimo sterzata: 12 m | Diametro minimo sterzata: 12 m |
| Interasse: 2550 mm                                                | Interasse: 2550 mm | Carreggiate: anteriore 1518 - posteriore 1660 mm | Carreggiate: anteriore 1518 - posteriore 1660 mm | Altezza minima da terra: | Altezza minima da terra: |
| Posti totali: 2                                                   | Posti totali: 2 | Bagagliaio: | Bagagliaio: | Serbatoio: 115 | Serbatoio: 115 |
| Masse                                                             | a vuoto: 1505 kg | a vuoto: 1505 kg | a vuoto: 1505 kg | a vuoto: 1505 kg | a vuoto: 1505 kg |
| Meccanica                                                         | | | | | |
| Tipo motore: 12 cilindri piatti - rapporto di compressione: 9,2:1 | Tipo motore: 12 cilindri piatti - rapporto di compressione: 9,2:1 | Tipo motore: 12 cilindri piatti - rapporto di compressione: 9,2:1 | Cilindrata: (alesaggio x corsa: 82x78 mm); unitaria 411,92, totale 4943,04 cm³ | Cilindrata: (alesaggio x corsa: 82x78 mm); unitaria 411,92, totale 4943,04 cm³ | Cilindrata: (alesaggio x corsa: 82x78 mm); unitaria 411,92, totale 4943,04 cm³ |
| Distribuzione: 4 valvole per cilindro                             | Distribuzione: 4 valvole per cilindro | Distribuzione: 4 valvole per cilindro | Alimentazione: Bosch K-Jetronic (accensione e iniezione) | Alimentazione: Bosch K-Jetronic (accensione e iniezione) | Alimentazione: Bosch K-Jetronic (accensione e iniezione) |
| Prestazioni motore                                                | Potenza: 390 CV a 6800 giri/minuto (potenza specifica: 78 CV/litro) / Coppia: 490 Nm a 4500 giri/min | Potenza: 390 CV a 6800 giri/minuto (potenza specifica: 78 CV/litro) / Coppia: 490 Nm a 4500 giri/min | Potenza: 390 CV a 6800 giri/minuto (potenza specifica: 78 CV/litro) / Coppia: 490 Nm a 4500 giri/min | Potenza: 390 CV a 6800 giri/minuto (potenza specifica: 78 CV/litro) / Coppia: 490 Nm a 4500 giri/min | Potenza: 390 CV a 6800 giri/minuto (potenza specifica: 78 CV/litro) / Coppia: 490 Nm a 4500 giri/min |
| Accensione: Bosch K-Jetronic (accensione e iniezione)             | Accensione: Bosch K-Jetronic (accensione e iniezione) | Accensione: Bosch K-Jetronic (accensione e iniezione) | Impianto elettrico: 12V | Impianto elettrico: 12V | Impianto elettrico: 12V |
| Frizione: doppio disco a secco                                    | Frizione: doppio disco a secco | Frizione: doppio disco a secco | Cambio: 5 velocità + retromarcia | Cambio: 5 velocità + retromarcia | Cambio: 5 velocità + retromarcia |
| Telaio                                                            | | | | | |
| Corpo vettura                                                     | telaio tubolare in acciaio con carrozzeria in acciaio e lega leggera | telaio tubolare in acciaio con carrozzeria in acciaio e lega leggera | telaio tubolare in acciaio con carrozzeria in acciaio e lega leggera | telaio tubolare in acciaio con carrozzeria in acciaio e lega leggera | telaio tubolare in acciaio con carrozzeria in acciaio e lega leggera |
| Sterzo                                                            | a cremagliera | a cremagliera | a cremagliera | a cremagliera | a cremagliera |
| Sospensioni                                                       | anteriori: a ruote indipendenti, quadrilateri deformabili, molle elicoidali, ammortizzatori idraulici telescopici, barra stabilizzatrice / posteriori: a ruote indipendenti, quadrilateri deformabili, molle elicoidali, doppi ammortizzatori idraulici telescopici, barra stabilizzatrice | anteriori: a ruote indipendenti, quadrilateri deformabili, molle elicoidali, ammortizzatori idraulici telescopici, barra stabilizzatrice / posteriori: a ruote indipendenti, quadrilateri deformabili, molle elicoidali, doppi ammortizzatori idraulici telescopici, barra stabilizzatrice | anteriori: a ruote indipendenti, quadrilateri deformabili, molle elicoidali, ammortizzatori idraulici telescopici, barra stabilizzatrice / posteriori: a ruote indipendenti, quadrilateri deformabili, molle elicoidali, doppi ammortizzatori idraulici telescopici, barra stabilizzatrice | anteriori: a ruote indipendenti, quadrilateri deformabili, molle elicoidali, ammortizzatori idraulici telescopici, barra stabilizzatrice / posteriori: a ruote indipendenti, quadrilateri deformabili, molle elicoidali, doppi ammortizzatori idraulici telescopici, barra stabilizzatrice | anteriori: a ruote indipendenti, quadrilateri deformabili, molle elicoidali, ammortizzatori idraulici telescopici, barra stabilizzatrice / posteriori: a ruote indipendenti, quadrilateri deformabili, molle elicoidali, doppi ammortizzatori idraulici telescopici, barra stabilizzatrice |
| Freni                                                             | anteriori: a disco autoventilanti / posteriori: a disco autoventilanti (comando idraulico) | anteriori: a disco autoventilanti / posteriori: a disco autoventilanti (comando idraulico) | anteriori: a disco autoventilanti / posteriori: a disco autoventilanti (comando idraulico) | anteriori: a disco autoventilanti / posteriori: a disco autoventilanti (comando idraulico) | anteriori: a disco autoventilanti / posteriori: a disco autoventilanti (comando idraulico) |
| Pneumatici                                                        | ant./post. 225/50 VR 16 / 255/50 VR 1 / Cerchi: ant./post. 16X8" / 16X10" | ant./post. 225/50 VR 16 / 255/50 VR 1 / Cerchi: ant./post. 16X8" / 16X10" | ant./post. 225/50 VR 16 / 255/50 VR 1 / Cerchi: ant./post. 16X8" / 16X10" | ant./post. 225/50 VR 16 / 255/50 VR 1 / Cerchi: ant./post. 16X8" / 16X10" | ant./post. 225/50 VR 16 / 255/50 VR 1 / Cerchi: ant./post. 16X8" / 16X10" |
| Prestazioni dichiarate                                            | | | | | |
| Velocità: 290 km/h                                                | Velocità: 290 km/h | Velocità: 290 km/h | Accelerazione: 0-100 km/h: 5,8 s 0-1000 m 24,1" | Accelerazione: 0-100 km/h: 5,8 s 0-1000 m 24,1" | Accelerazione: 0-100 km/h: 5,8 s 0-1000 m 24,1" |
| Fonte dei dati:                                                   | | | | | |